# Pomphorhynchus kostylewi
Pomphorhynchus kostylewi är en hakmaskart som beskrevs av Petrochenko 1956. Pomphorhynchus kostylewi ingår i släktet Pomphorhynchus och familjen Pomphorhynchidae. Inga underarter finns listade i Catalogue of Life.